# لا فرته-میلون
لا فرته-میلون (به فرانسوی: La Ferté-Milon) یک کمون (فرانسه) در فرانسه است که در ان (ا-دو-فرانس) واقع شده‌است. لا فرته-میلون ۱۸٫۳۵ کیلومتر مربع مساحت دارد ۶۷ متر بالاتر از سطح دریا واقع شده‌است.